# Michaelisstraße (Erfurt)

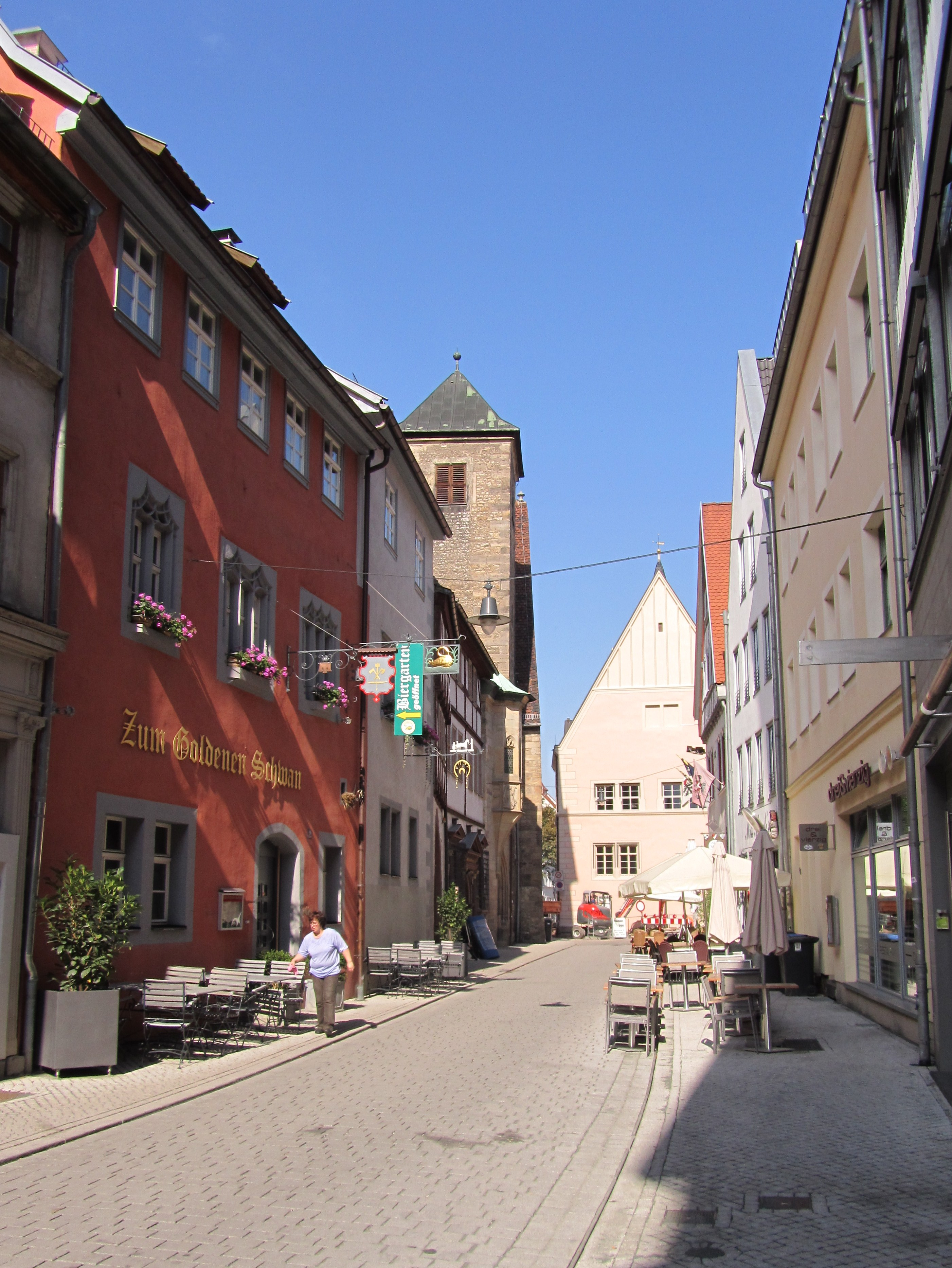
Blick durch die südliche Michaelisstraße

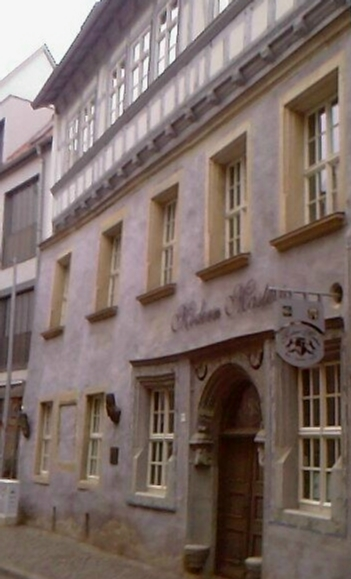
Haus „Zum Schwarzen Horn“ (aufgenommen Januar 2009)

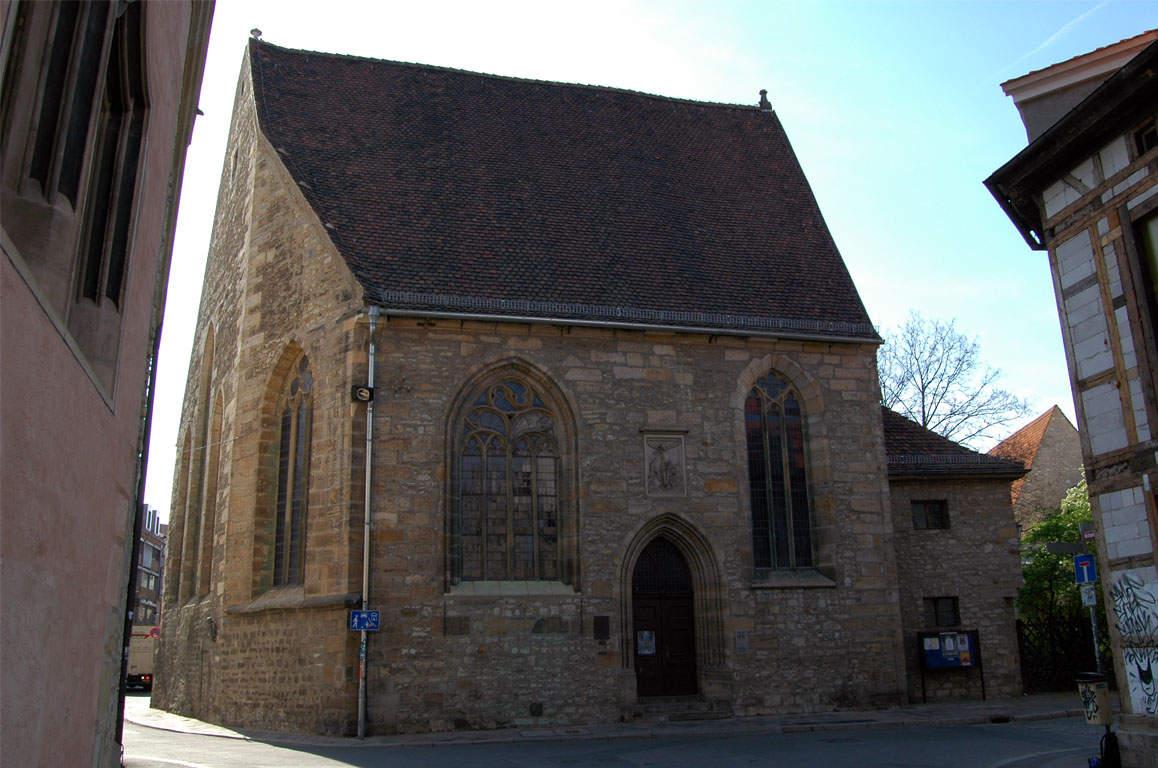
Michaeliskirche

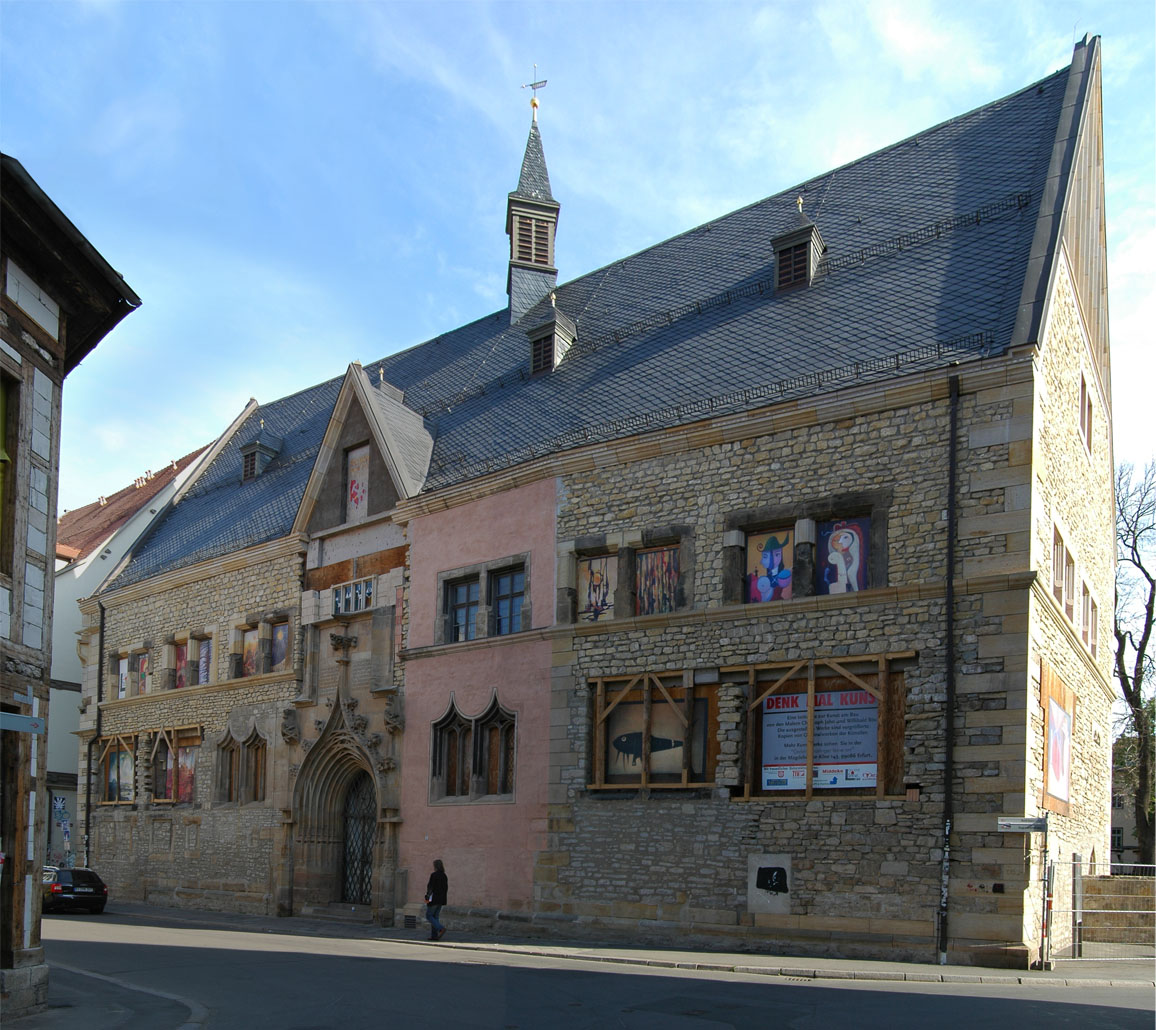
Collegium Maius

Die Michaelisstraße ist eine Straße im historischen Stadtkern Erfurts und wird als „Steinerne Chronik der Stadt“ bezeichnet. Sie erstreckt sich über etwa 400 Meter vom Benediktsplatz bis zum Abzweig Marbacher Gasse, wo sie in die Moritzstraße übergeht und ist durch ihre besonders alte, oft noch aus dem 15. und 16. Jahrhundert stammende Randbebauung geprägt. Außerdem bildet sie gemeinsam mit dem angrenzenden Benediktsplatz und dem Fischmarkt die bedeutendste Kneipenmeile Erfurts mit zahlreichen Restaurants, Cafés und Bars, die in der warmen Jahreszeit abends umfangreiche Außengastronomie auf der Straße anbieten.

## Geschichte
Namensgeber der Straße ist die Michaeliskirche an der Ecke Allerheiligenstraße. Im Jahre 1370 erhielt der Straßenzug vom Benediktsplatz bis zur Ecke Pergamentergasse den Namen Platea Michaelis, 1666 wurde der Name in bey S. Micheln geändert, 1817 in St. Michael. Seit 1826 gibt es die Michaelisstraße in ihrer heutigen Ausdehnung. Der am südlichen Ende gelegene Platz hieß zunächst Vor der Krämerbrücke und wurde 1991 in Benediktsplatz umbenannt. Seinen Namen erhielt dieser Platz von der Benediktikirche, der westlichen Brückenkopfkirche der Krämerbrücke. Sie wurde 1807 verkauft, dann bis 1810 teilweise und 1895 vollständig abgerissen.
Zum Zeitpunkt der Wende befanden sich die Gebäudekomplexe entlang der Straße in desolatem und zum Teil baufälligen Zustand. Im Jahre 1991 wurde das durch die Michaelisstraße, die Studentengasse, den Breitstrom, und die Kreuzgasse begrenzte Areal zum städtebaulichen Sanierungsgebiet Michaelisstraße, Ost erklärt und in den folgenden Jahren umfassend saniert.

## Verkehr
Der südliche Teil der Straße vom Benediktsplatz bis zur Michaeliskirche ist für den Durchgangsverkehr gesperrt und nur für Anwohner und Lieferverkehr zu befahren, der mittlere und nördliche Teil dagegen ist uneingeschränkt befahrbar.

## Historische Gebäude
Ihren Beinamen „Steinerne Chronik der Stadt“ trägt die Straße wegen der Vielzahl historischer und stadtgeschichtlich bedeutender Bauwerke.
Am südlichen Beginn der Straße wurde im Zuge der Stadtsanierung Anfang der 1990er Jahre die vorhandene Bausubstanz der um 1100 errichteten Alten Synagoge wiederentdeckt und dokumentiert, einer der ältesten Synagogen in Europa. Bei Bauarbeiten im Jahre 1998 wurde in der Nähe der Synagoge auf dem Gelände der Michaelisstraße 43 ein jüdischer Goldschatz aus dem 13./14. Jahrhundert gefunden.
Gegenüber befindet sich das Haus zum Schwarzen Horn, im 15./16. Jahrhundert Sitz einer Druckerei. Dort druckte Wolfgang Schenk 1499 eines der ersten Bücher, das überwiegend griechische Textpassagen enthielt. Im Jahre 1518 druckte dort der Nachfolger Schenks Mathes Maler das erste Rechenbuch von Adam Ries.
Etwa auf der Mitte des Straßenverlaufs befindet sich die im 12./13. Jahrhundert erbaute Michaeliskirche. Sie besitzt die älteste Kirchenglocke der Stadt mit Namen Katharina. Gegenüber befindet sich das Collegium Maius, das im 14. Jahrhundert als repräsentatives Hauptgebäude der Universität Erfurt errichtet wurde. 2009 begannen die Arbeiten zur Umgestaltung des Gebäudekomplexes zum Landeskirchenamt der Evangelischen Kirche in Mitteldeutschland, die mit der Eröffnung im Juni 2011 abgeschlossen wurden.
Daneben befindet sich das um 1565 errichtete Haus Zur Großen Arche Noä und Engelsburg, das im 16. Jahrhundert die Druckerwerkstatt der Familie Sachse beherbergte. Dort wurden Schriften von Martin Luther, Adam Ries und Nachdrucke der Straßburger Eulenspiegelausgabe gedruckt. Im Hinterhaus des Gebäudes soll einer der Dunkelmännerbriefe verfasst und gedruckt worden sein. Heute dient es der Universität Erfurt als Internationales Begegnungszentrum.
Weitere bedeutsame Bauten sind der historische Gasthof Zum goldenen Schwan (13. Jahrhundert), das Haus zum Güldenen Krönbacken und die Kleine alte Waage (15. Jahrhundert).
Der nördliche Teil der Michaelisstraße ist geprägt von prächtigen Bürgerhäusern.